# Kathrein SE
Koordinaten: 47° 51′ 0,5″ N, 12° 7′ 22,3″ O
Die Kathrein SE ist ein deutscher Hersteller von Antennen und Satellitentechnik. Nach dem Verkauf der Mobilfunk-Antennensparte an Ericsson und der Automotive-Sparte an Continental 2019 existieren noch vier Gesellschaften, die unter anderem Sendeantennen für Radio- und Fernsehsender herstellen. 

## Geschichte
Das Unternehmen wurde von Anton Kathrein Senior, einem Rosenheimer Elektrotechniker, im Jahr 1919 als Werkstatt zur Herstellung von Blitzschutzanlagen gegründet. Erst durch das Aufkommen des Rundfunks Jahrzehnte später wandte man sich dem Antennenbau als Produktionsschwerpunkt zu.
Ab April 1942 beschäftigte das Unternehmen ca. 40 Zwangsarbeiterinnen aus der Ukraine (vgl. Biografie).

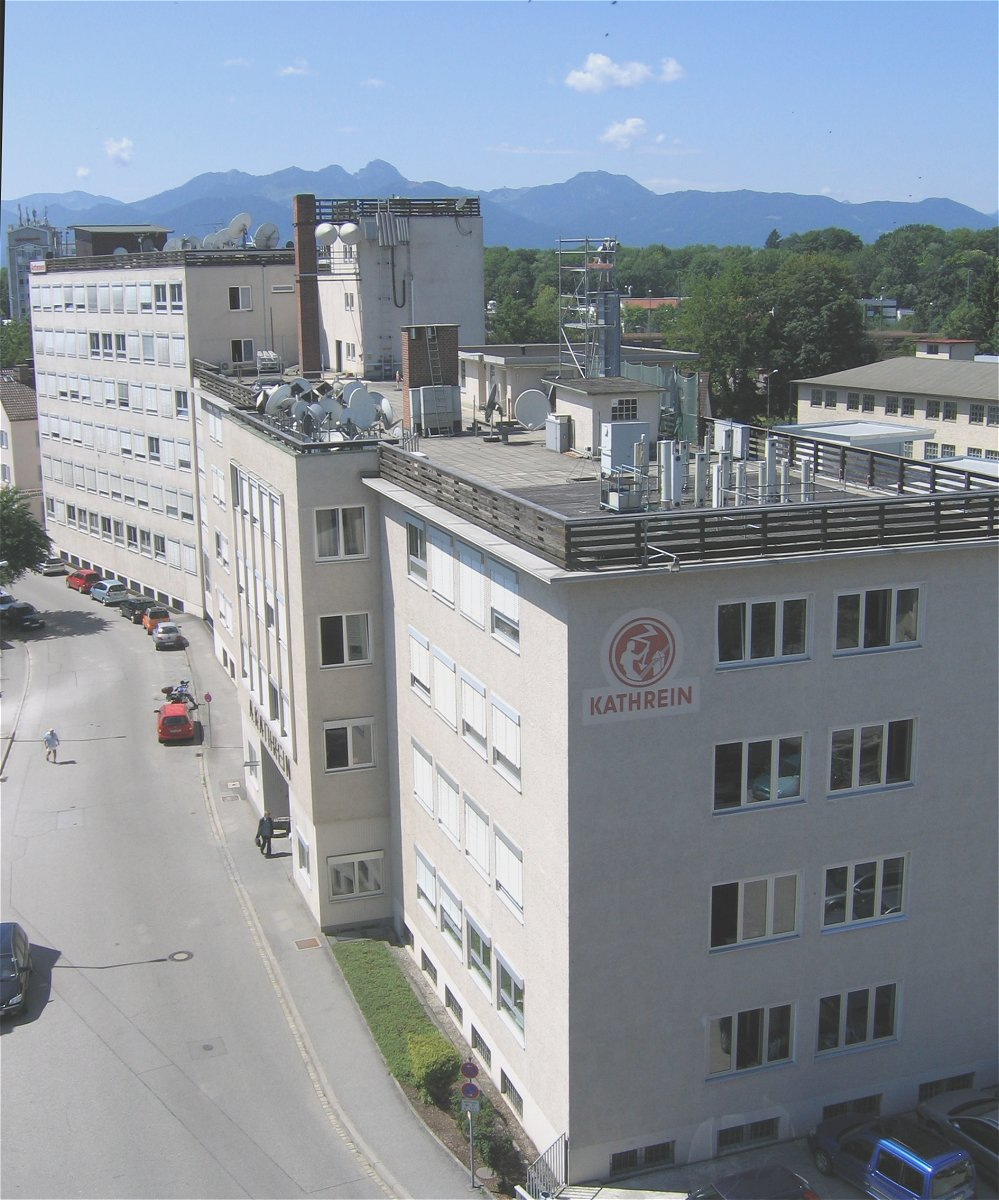
Ehemaliges Werk 1 in Rosenheim

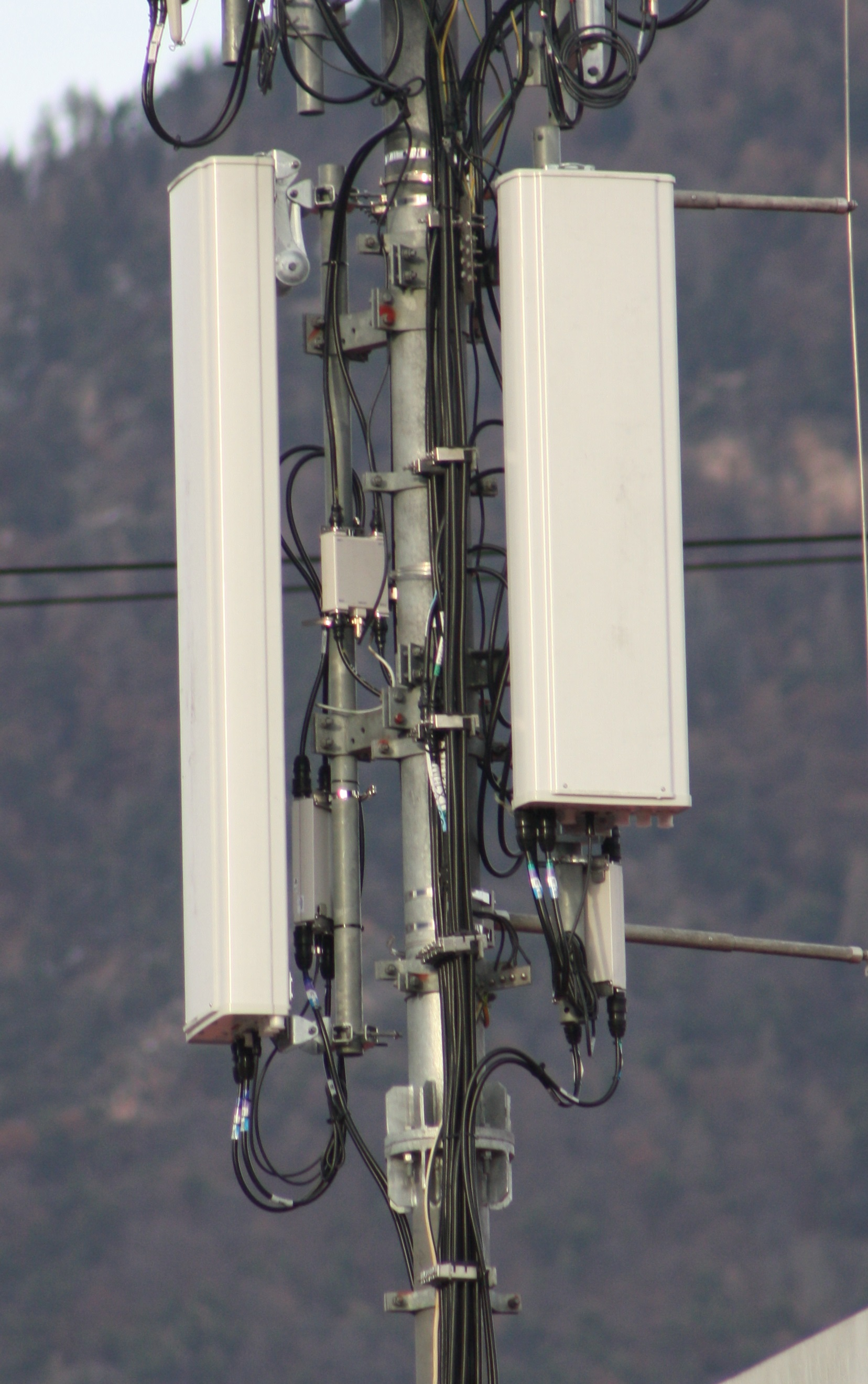
Kathrein Mobilfunkantennen

Nach dem Tod von Anton Kathrein sen. 1972 übernahm dessen Sohn Anton Kathrein jun. das Unternehmen noch während seines Studiums der Betriebswirtschaftslehre. Bis 2011 steigerte er den jährlichen Umsatz von 51 Millionen Mark auf 1,3 Milliarden Euro; damit war Kathrein Weltmarktführer in vielen Bereichen der Antennentechnik und nach eigenen Angaben der größte und älteste Antennenhersteller der Welt. Weltweit beschäftigte die Kathrein-Gruppe 2012 in 62 Unternehmen über 6800 Mitarbeiter und erwartete einen Umsatz von etwa 1,4 Milliarden Euro.
1983 wurde die Firma Katek als neues, selbständiges Mitglied der Kathrein-Gruppe gegründet. Als Elektronikdienstleister umfasst die Katek-Gruppe neben der Katek GmbH für Produktion, die Schomandl GmbH für Entwicklung und Hochfrequenzelektronik, sowie die Katek Service GmbH Wetzlar und ESC Elektronik Service Chiemgau GmbH für Nachversorgung, Reparatur und Service.
Im Rahmen eines sogenannten Asset Deal übernahm im Februar 2009 die Grassauer Görler-Telekom GmbH aus der Kathrein-Firmengruppe die TechnoTrend GmbH mit ihren Standorten in Erfurt und Unterföhring bei München. Die Marke TechnoTrend sollte bestehen bleiben und in Kathreins internationale Vertriebsaktivitäten eingebunden werden.
Des Weiteren wurde im Mai 2010 die Blaupunkt Antenna Systems GmbH & Co. KG mit ca. 250 Mitarbeitern von der Industrieholding Aurelius AG zur Stärkung der Automobilzulieferersparte zugekauft. Durch diese Erweiterung des sogenannten Erstausrüstergeschäfts ist das Unternehmen zu einem der weltweit führenden Hersteller von Autoantennen mit Entwicklungs- und Produktionsstätten in Deutschland, Portugal, Brasilien und China geworden.
Anton Kathrein jun. starb 2012 im Alter von 61 Jahren. Am 28. November 2012 übernahm sein Sohn Anton Klaus Kathrein die Geschäftsführung.
Am 20. Oktober 2015 kündigte dieser aufgrund schlechter Auftragslage die Schließung des Produktionsstandorts in Nördlingen an. Davon waren 700 Arbeitsplätze betroffen. Im September 2016 wurde das Anlagevermögen des Kathrein-Werkes in Nördlingen im Rahmen der Standortauflösung vom Auktionshaus Troostwijk Auktionen GmbH & Co. KG online versteigert.
Im November 2017 wurde der als Sanierer bekannte Hans-Joachim Ziems als CRO in den Vorstand berufen, der das Unternehmen bis 2019 in wesentlichen Teilen verkaufen konnte und so zum Erhalt der Arbeitsplätze beitrug. Am 20. Februar 2018 kündigte die Geschäftsleitung die Schließung der Werke in Niederndorf (Österreich) und Bělá nad Radbuzou (Tschechien) an, von dieser Maßnahme waren 230 und 140 Stellen betroffen. Am 29. Oktober 2018 wurde bekanntgegeben, dass die Kathrein Automotive GmbH, Hildesheim (die frühere Blaupunkt Antenna Systems) inklusive der zugehörigen Auslandsstandorte in Brasilien, China, Mexiko, USA und Portugal verkauft wurde. Käufer war der Automobil-Zulieferer Continental AG. Die Kathrein Automotive GmbH erzielte gemäß den Angaben in ihrem Konzernabschluss im Kalenderjahr 2017 Umsatzerlöse von 93,3 Mio. €, von denen 60,2 Mio. € auf Deutschland entfielen. Am 26. November 2018 gab der Antennenbauer bekannt, sich im Rahmen der Umstrukturierung mit Hilfe eines Freiwilligenprogramms bis Ende 2019 von weiteren 250 Mitarbeitern zu trennen.
Zuvor war bekannt geworden, dass der 2012 verstorbene Anton Kathrein II das Unternehmen unter seiner Führung mit einer konsequent verfolgten Expansionspolitik in eine wirtschaftliche Schieflage gebracht hatte. So sei selbst in verlustreiche Unternehmenssparten weiter investiert worden, weiterhin mangelte es dem Unternehmen an einer Liquiditätsplanung. Das hätte zu starken Verlusten und einer hohen Verschuldung geführt. Sein Sohn Anton Kathrein sei völlig unvorbereitet zu seinem Nachfolger berufen worden. Als die Banken diverse Kredite fällig stellten, wurde mit dem Verkauf der Geschäftsbereiche begonnen.
Im Februar 2019 wurde bekannt, dass der Unternehmensteil „Products“, der für die Entwicklung und die Produktion von Filtern und Antennen für den Mobilfunk verantwortlich war, an Ericsson verkauft wird. Das gesamte Kerngeschäft mit Entwicklung und Produktion von Mobilfunkantennen wurde mit rund 4000 Mitarbeitern veräußert, nur die Bereiche Rundfunktechnik, IoT und Digital Systems (SAT) sowie ein Produktionsstandort in Mühlau blieben mit weltweit ca. 620 Mitarbeitern noch übrig. Im Mai 2019 kündigte Hans-Joachim Ziems an, auch die Geschäftsbereiche Rundfunktechnik und Satellitenempfang verkaufen zu müssen. Er selbst werde mit dem Verkauf dieses letzten großen Geschäftsbereichs das Unternehmen verlassen. Anton Kathrein plante, sich danach auf den Bereich Internet of Things zu konzentrieren. Mit der Übergabe der Mobilfunksparte an Ericsson trat der gesamte Vorstand zurück.
Nach der Veräußerung des Mobilfunkgeschäftes an Ericsson verblieben weltweit etwa 40 Gesellschaften, die geordnet zu liquidieren waren.

## Kathrein heute
Vier operative Gesellschaften gehören seit Oktober 2019 noch zu Kathrein SE:
- Kathrein Digital Systems GmbH, Rosenheim
- Kathrein Solutions GmbH, Stephanskirchen
- Kathrein Broadcast GmbH, Rohrdorf (am Inn)
- Kathrein Sachsen GmbH, Mühlau

Der Umsatz der Kathrein SE schrumpfte von 235 Mio. Euro im Jahr 2018 auf 0,58 Mio. Euro im Jahr 2021.

## Bildergalerie

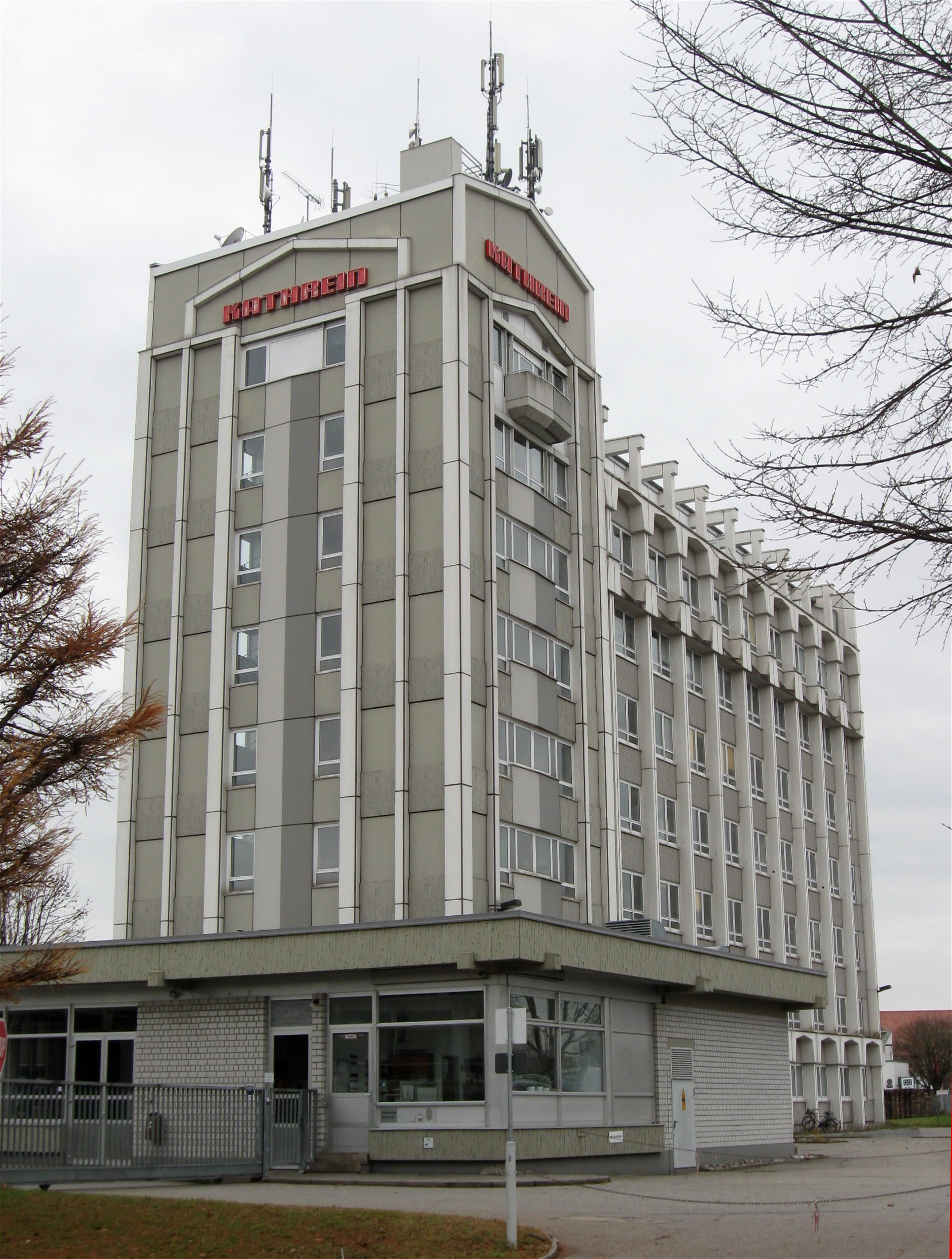
Kathrein-Werk in Rosenheim
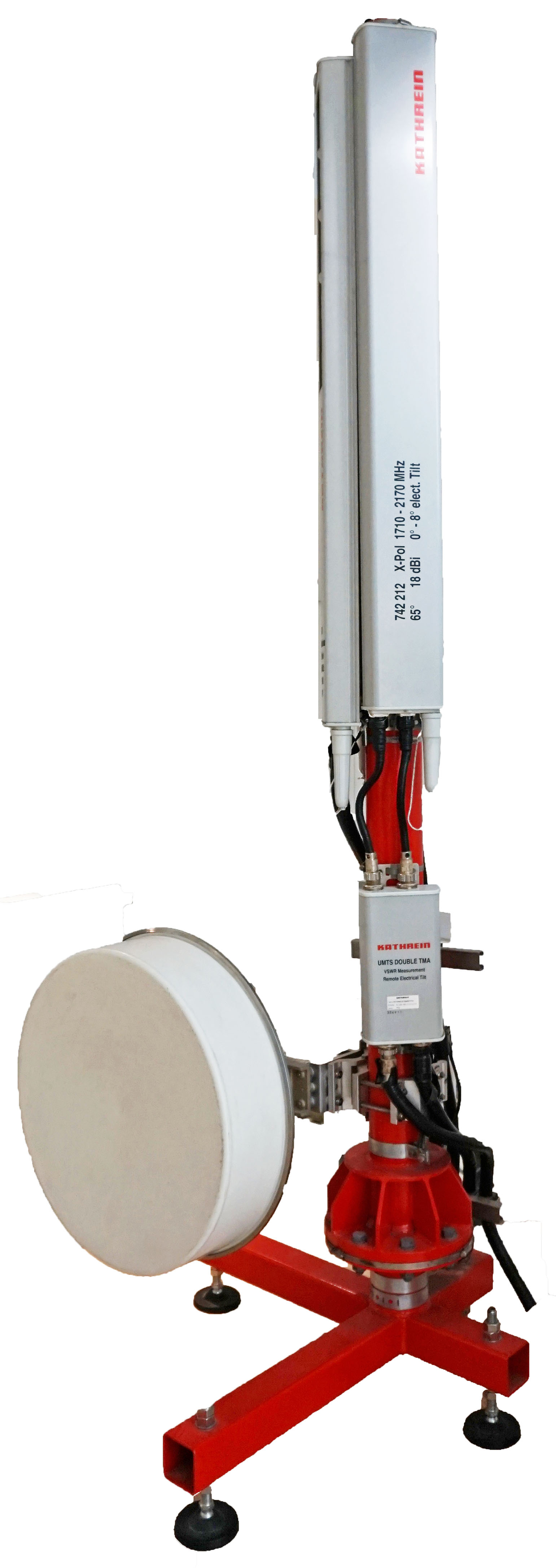
Kathrein Antenne
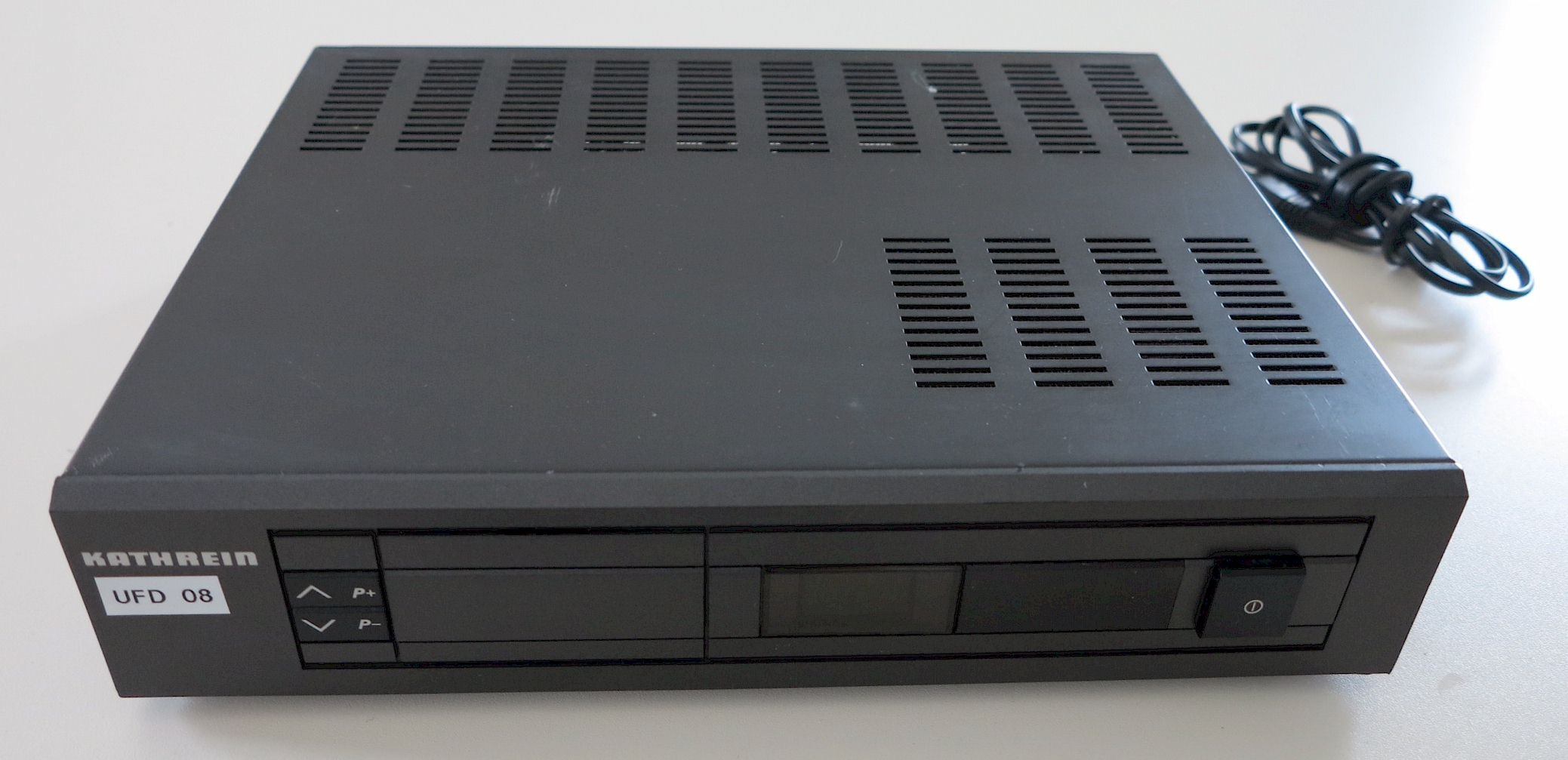
Kathrein UFD 08